# Una famiglia tutto pepe
Una famiglia tutto pepe (True Colors) è una serie televisiva statunitense in 45 episodi trasmessi per la prima volta nel corso di 2 stagioni dal 1990 al 1992.
È una serie del genere sitcom incentrata sulle vicende della coppia composta da Ellen, una insegnante di scuola materna bianca, e Ronald Freeman, un dentista vedovo afro-americano con una figlia nato dalla prima moglie, Katie, e due nati dal rapporto con Ellen, Terry e Lester.

## Personaggi e interpreti
- Ellen Freeman (45 episodi, 1990-1992), interpretata da	Stephanie Faracy.
È una  maestra di scuola, moglie di Ron, matrigna di Katie e madre di Terry e Lester.
- Terry Freeman (45 episodi, 1990-1992), interpretato da	Claude Brooks.
È il figlio nato dal primo matromonio di Ron, ha 17 anni.
- Katie Davis (45 episodi, 1990-1992), interpretata da	Brigid Brannagh.
È la figlia di Ron e Ellen.
- Lester Freeman (45 episodi, 1990-1992), interpretato da	Adam Jeffries.
È il figlio di Ron e Ellen, ha 14 anni.
- Sara Bower (45 episodi, 1990-1992), interpretata da	Nancy Walker.
È la madre di Ellen; trasferitasi nella casa, disapprovava il matrimonio della figlia. Continua a comparire in una sedia a rotelle motorizzata per la maggior parte degli episodi della seconda stagione a causa dei problemi di salute dell'attrice Nancy Walker.
- Ron Freeman (25 episodi, 1990-1991), interpretato da	Frankie Faison.
È un dentista, vedovo afro-americano e marito di Ellen Freeman.
- Ron Freeman (20 episodi, 1991-1992), interpretato da	Cleavon Little.
- Leonard Davis (4 episodi, 1990-1991), interpretato da	Paul Sand.
È l'ex-marito di Ellen, di tanto in tanto a trovarla nel tentativo di rimettere in piedi un rapporto.
- Junior (4 episodi, 1990-1991), interpretato da	Vonte Sweet.
- Tyrell (4 episodi, 1991), interpretato da	Reginald Ballard.
- Lorenzo (3 episodi, 1991), interpretato da	Kevin C. White.

## Produzione
La serie, ideata da Michael J. Neithorn, fu prodotta da Hanley Productions e 20th Century Fox Television  Le musiche furono composte da Gordon Lustig e Lennie Niehaus.

### Registi
Tra i registi della serie sono accreditati:
- Rob Schiller (23 episodi, 1990-1992)
- John Sgueglia (5 episodi, 1990)
- Peter Bonerz (4 episodi, 1990-1991)
- Carol Englehart Scott (3 episodi, 1990-1992)
- Arlene Sanford (2 episodi, 1990-1991)
- Stan Lathan (2 episodi, 1990)
- Michael J. Weithorn (2 episodi, 1991-1992)
- M.J. McConnell (2 episodi, 1991)

## Distribuzione
La serie fu trasmessa negli Stati Uniti dal 1990 al 1992 sulla rete televisiva Fox. In Italia è stata trasmessa su Canale 5 con il titolo Una famiglia tutto pepe.
Alcune delle uscite internazionali sono state:
- negli Stati Uniti il 2 settembre 1990 (True Colors)
- in Germania (Alles total normal - Die Bilderbuchfamilie)
- in Italia (Una famiglia tutto pepe)

## Episodi
| Stagione         | Episodi | Prima TV USA | Prima TV Italia |
| ---------------- | ------- | ------------ | --------------- |
| Prima stagione   | 24      | 1990-1991    |                 |
| Seconda stagione | 21      | 1991-1992    |                 |